# Stimmhafter pharyngaler Frikativ
Der stimmhafte pharyngale Frikativ (ein stimmhafter, im Rachen gebildeter Reibelaut) hat in verschiedenen Sprachen folgende lautliche und orthographische Realisierungen:
- Arabisch: ع (ʕain; Unicode: U+0639)
- Altäthiopisch, Tigrinya, Tigré: ዐ (Unicode: U+12D0) und Argobba (nicht verschriftlicht)
- Hebräisch: ע (Unicode U+05E2; heute noch in der jemenitischen und der Aussprache weiterer Hebräischsprecher mit arabischen Wurzeln, ansonsten stimmloser glottaler Plosiv)
- Somali: C, c (im lateinischen Alphabet; seit 1972)
- Afar: Q, q (lateinisches Alphabet)
- Schwäbisch: R, r (In Silbenkoda oder vor dental-alveolaren Konsonanten)[1]
- Tschetschenisch: Ӏ, Ӏ
- Awarisch: ГӀ, гӏ